# Тамми, Ганс Гансович
Ганс Гансович Тамми (1890, Тампере — 21 ноября 1937, Ленинград ) — финский театральный режиссёр

, работавший в Канаде и в Советском Союзе

## Биография
Ганс Гансович Тамми (фин. Tammi Hannes Hanneksen) родился в городе Тампере (швед. Tammerfors) Великого княжества Финляндского в составе  Российской империи.
В 1898 году семья переехала в Коркеакоски муниципалитета Юупайоки (фин. Juupajoki), где Эдвард Валлениус (фин. Edvard Wallenius) открывал первую в Финляндии механизированную обувную фабрику фин. Wallenius Wapriikki. Вся семья начала трудиться там, в том числе и Ганс Тамми, которому ещё не исполнилось 8 лет.
В 1908 году переехал в Канаду, где руководил несколькими этапами работ на обувной фабрике.
В 1923 году Ганс Тамми переехал в Советский Союз, где работал на кемеровских угольных шахтах. В течение двух лет в любительской труппе при Рабочем клубе он поставил шесть пьес на финском языке и одну пьесу на английском.
В 1926 году Тамми переехал в Ленинград, где его избрали директором финского просветительского игрового округа при Финском доме национальностей.
Позже он стал художественным руководителем Финского театра в Ленинграде. С ноября 1920 года при Клубе финских железнодорожников в Петрограде был организован Финский театр, который открылся в январе 1921 года на улице Красных Зорь (Каменноостровский проспект). Большую часть времени Финский театр проводил на гастролях по Ленинградской области и в 1935 году дал 216 представлений.
Ганс Тамми был арестован 20 марта 1937 года, совместно с половиной состава финского театра, и до 21 ноября 1937 года оставался в заключении. Обвинения строились на том, что представления театра шли на финском языке и театр много гастролировал, предполагалось, для ведения шпионской деятельности. Финский театр в Ленинграде был закрыт после своего последнего выступления 23.10.1937.
Последний адрес жительства Ганса Тамми и его жены Ольги  Тамми: г. Ленинград, Проспект 25-го октября, дом №100, квартира 1. 
30.10.1937 была арестована его жена Ольга Вениаминовна Тамми (1905, Кронштадт - 1937, Ленинград), которая работала переводчицей на дому с 1926 года.
14.11.1937 Комиссия НКВД  и Прокуратуры СССР приговорила беспартийного Ганса Тамми и его жену Ольгу Тамми, члена ВКПб, к смертной казни (высшая мера наказания) по обвинению в шпионаже и контрреволюционной деятельности (ст. 58-6-10-11 УК РСФСР), расстреляны вместе 21.11.1937.